# Dayton Lummis
Dayton Lummis est un acteur américain, né le 8 août 1903 à Summit (New Jersey), mort le 23 mars 1988 à Santa Monica (Californie).

## Biographie
Au théâtre, Dayton Lummis joue à Broadway (New York) dans sept pièces à partir de 1944 dont deux de William Shakespeare, Antoine et Cléopâtre (1947-1948, avec Godfrey Tearle et Katharine Cornell dans les rôles-titre) et Comme il vous plaira (sa dernière pièce à Broadway, 1950, avec Katharine Hepburn et William Prince).
Au cinéma, il contribue à cinquante-cinq films américains sortis entre 1952 et 1970, dont Jules César de Joseph L. Mankiewicz (1953, avec Marlon Brando et James Mason), Le Faux Coupable d'Alfred Hitchcock (1956, avec Henry Fonda et Vera Miles), Elmer Gantry le charlatan de Richard Brooks (1960 avec Burt Lancaster et Jean Simmons) et Jack le tueur de géants (1962, avec Kerwin Mathews et Judi Meredith).
À la télévision, outre trois téléfilms, Dayton Lummis apparaît dans quatre-vingt-quatre séries de 1950 à 1975, dont Alfred Hitchcock présente (trois épisodes, 1956-1958), La Grande Caravane (quatre épisodes, 1959-1963) et Au cœur du temps (un épisode, 1966).

## Théâtre à Broadway (intégrale)
- 1944 : Peepshow d'Ernest Pascal, mise en scène de David Burton : le serveur
- 1944 : According to Law de Noel Huston : le sénateur Lawrence
- 1944-1945 : Catherine Was Great de Mae West : Chechkofski
- 1947 : Miracle in the Moutains de (et mise en scène par) Ferenc Molnár : le procureur
- 1947-1948 : Antoine et Cléopâtre (Antony and Cleopatra) de William Shakespeare : Canidius
- 1948-1949 : Édouard, mon fils (Edward, My Son) de Robert Morley et Noel Langley : Dr Waxman
- 1950 : Comme il vous plaira (As You Like It) de William Shakespeare : Frederick

## Filmographie partielle

### Cinéma
- 1952 : Les Misérables (titre original) de Lewis Milestone : l'avocat de la défense
- 1952 : La Furie du désir (Ruby Gentry) de King Vidor : l'avocat de Ruby
- 1953 : China Venture de Don Siegel
- 1953 : Le Gentilhomme de la Louisiane (The Mississippi Gambler) de Rudolph Maté : John Sanford
- 1953 : Le Général invincible (The President's Lady) d'Henry Levin : Dr May
- 1953 : Jules César (Julius Caesar) de Joseph L. Mankiewicz : Messalla
- 1953 : La Légende de l'épée magique (The Golden Blade) de Nathan Juran : Munkar
- 1953 : Désir de femme (All I Desire) de Douglas Sirk : le colonel Underwood
- 1953 : Comment épouser un millionnaire (How to Marry a Millionaire) de Jean Negulesco : le juge de paix
- 1954 : Romance inachevée (The Glenn Miller Story) d'Anthony Mann : le colonel Spaulding
- 1954 : La Princesse du Nil (Princess of the Nile) d'Harmon Jones : le prince Shamin
- 1954 : Les Gladiateurs (Demetrius and the Gladiators) de Delmer Daves : un magistrat
- 1954 : Ouragan sur le Caine (The Caine Mutiny) d'Edward Dmytryk : l'oncle Lloyd
- 1954 : Vingt mille lieues sous les mers (20,000 Leagues Under the Sea) de Richard Fleischer : un journaliste pour The Bulletin
- 1955 : La Toile d'araignée (The Cobweb) de Vincente Minnelli : Dr Tim Carmody
- 1955 : Les Forbans (The Spoilers) de Jesse Hibbs : Wheaton

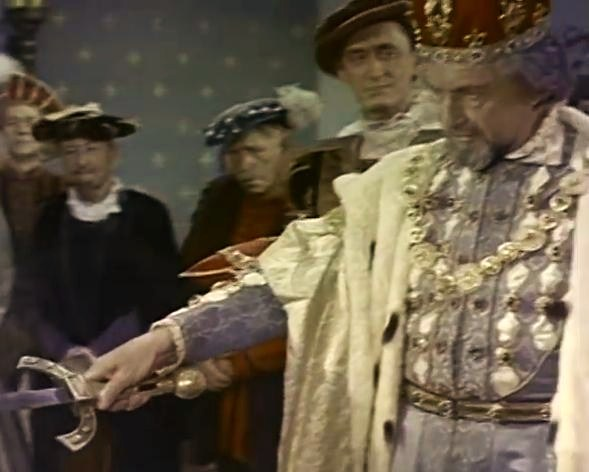
Dans Jack le tueur de géants (1962)

- 1955 : Ma sœur est du tonnerre (My Sister Eileen) de Richard Quine : M. Wallace
- 1955 : Le Train du dernier retour (The View from Pompey's Head) de Philip Dunne
- 1955 : Condamné au silence (The Court-Martial of Billy Mitchell) d'Otto Preminger : le général Douglas MacArthur
- 1955 : Le Fils prodigue (The Prodigal) de Richard Thorpe : Caleb
- 1956 : Le Faux Coupable (The Wrong Man) d'Alfred Hitchcock : le juge Groat
- 1956 : La Mauvaise Graine (The Bad Seed) de Mervyn LeRoy : le médecin
- 1956 : Over-Exposed de Lewis Seiler : Horace Sutherland
- 1957 : Quand la bête hurle (Monkey on My Back) d'André de Toth
- 1958 : La Fureur des hommes (From Hell to Texas) d'Henry Hathaway : le prêtre
- 1959 : Le Génie du mal (Compulsion) de Richard Fleischer : Dr Allwyn
- 1960 : Spartacus de Stanley Kubrick : Symmachus
- 1960 : Elmer Gantry le charlatan (Elmer Gantry) de Richard Brooks : Eddington
- 1962 : La Belle et la Bête (Beauty and the Beast) d'Edward L. Cahn : Roderick
- 1962 : Jack le tueur de géants (Jack the Giant Killer) de Nathan Juran : le roi Mark

### Télévision
(séries, sauf mention contraire)
- 1952 : The Lone Ranger
  - Saison 3, épisode 30 Trouble in Town de Paul Landres : Jonathan Wilkins
- 1954 : Badge 714 (Dragnet)
  - Saison 3, épisode 19 The Big Trunk de Jack Webb : le sergent Jack Gotch
- 1954-1955 : Lassie
  - Saison 1, épisode 9 Gramps (1954) de Sidney Salkow, épisode 23 The Injury (1955) de Lesley Selander et épisode 25 The Snake (1955) de Sidney Salkow : Dr Walter Stewart
- 1956 : Le Choix de... (Screen Directors Playhouse)
  - Saison unique, épisode 31 The Carroll Formula de Tay Garnett : Dr Oscar W. Hoffman
- 1956-1958 : Alfred Hitchcock présente (Alfred Hitchcock Presents)
  - Saison 2, épisode 9 Crack of Doom (1956 - Tom Ackley) de James Neilson et épisode 13 Mr. Blanchard's Secret (1956 - Charles Blanchard) d'Alfred Hitchcock
  - Saison 3, épisode 32 Listen, Listen...! (1958) de Don Taylor : le sergent de police Oliver
- 1958 : Bitter Heritage, téléfilm de Paul Wendkos : le colonel Brecker
- 1958-1959 : Goodyear Theatre
  - Saison 1, épisode 16 The Lady Takes the Stand (1958) : le procureur
  - Saison 2, épisode 9 A London Affair (1959) de Ray Milland : Lord Meredith
- 1959-1963 : La Grande Caravane (Wagon Train)
  - Saison 3 épisode 6 The Martha Barham Story (1959) de James Neilson : le major P. S. Barham
  - Saison 5, épisode 35 The John Turnbull Story (1962) de Charles F. Haas : T. J. Gingle
  - Saison 6, épisode 25 The Annie Duggan Story (1963) : Dr Baldwin
  - Saison 7, épisode 8 The Myra Marshall Story (1963) de Joseph Pevney : le révérend Philip Marshall
- 1960 : L'Homme à la carabine (The Rifleman)
  - Saison 2, épisode 27 The Lariat de Don Medford : le colonel Craig
  - Saison 3, épisode 12 The Illustrator de Don Medford : Jake Shaw
- 1960 : Les Aventuriers du Far West (Death Valley Days)
  - Saison 8 épisode 19 Shadows on the Window : Lew Wallace
  - Saison 9, épisode 13 City of Widows : John De La Mar
- 1960-1965 : Bonanza
  - Saison 1, épisode 25 Escape to Ponderosa (1960) de Charles F. Haas : le colonel Metcalfe
  - Saison 2, épisode 31 The Secret (1961) de Robert Altman : l'avocat Hiram Wood
  - Saison 5, épisode 11 The Legacy (1963) de Bernard McEveety : le colonel Abel Chapin
  - Saison 7, épisode 2 The Dilemma (1965) de William F. Claxton : le juge O'Hara
- 1961 : Laramie
  - Saison 2, épisode 16 Killer Without Cause : le juge
- 1961 : Sugarfoot
  - Saison 4, épisode 9 Trouble at Sand Springs : Silas Rigsby
- 1961 : Cheyenne
  - Saison 6, épisode 4 The Young Fugitives : Frank Collins
- 1962 : Les Hommes volants (Ripcord)
  - Saison 2, épisode 8 Flight for Life : Dr Chapman
- 1962 : Aventures dans les îles (Adventures in Paradise)
  - Saison 3, épisode 18 Chacun sa vérité (Please Believe Me) de Don Medford : Charles Fouchet
- 1962 : 77 Sunset Strip
  - Saison 5, épisode 9 Shadow ou Your Shoulder de Leslie H. Martinson : Guy Winters
- 1962 : Le Monde merveilleux de Disney (The Wonderful World of Disney ou Disneyland)
  - Saison 9, épisodes 10 et 11 The Mooncussers, Part I (Graveyard of Ships) & Part II (Wake of Disaster) de James Neilson : le commissaire
- 1963 : Le Virginien (The Virginian)
  - Saison 1, épisode 23 The Money Cage d'Alan Crosland Jr. : Horatio Turner
- 1965 : Voyage au fond des mers (Voyage to the Bottom of the Sea)
  - Saison 1, épisode 17 La Dernière Bataille (The Last Battle) de Felix E. Feist : Reinhardt
- 1966 : Au cœur du temps (The Time Tunnel)
  - Saison unique, épisode 14 La Nuit des longs couteaux (Night of the Long Knives) de Paul Stanley : Gladstone
- 1968 : Les Aventures imaginaires de Huckleberry Finn
  - Saison unique, épisode 9 Huck of La Mancha (voix)
- 1975 : Gunsmoke ou Police des plaines (Gunsmoke ou Marshal Dillon)
  - Saison 20, épisode 18 The Angry Land de Bernard McEveety : M. Holmby